# Médecine Siddha
La médecine siddha est une médecine traditionnelle originaire du sud de l'Inde. C'est l'un des plus anciens systèmes médical indien,.
Dans l'Inde rurale, les siddhars apprennent leurs méthodes traditionnelles à travers une transmission maître-disciple pour devenir des "guérisseurs" locaux. Les siddhars font partie des quelque 400 000 guérisseurs pratiquant la médecine traditionnelle en Inde et représente environ 57% des soins médicaux ruraux,. Les praticiens du Siddha croient que les cinq éléments de base : la terre, l'eau, le feu, l'air et le ciel se trouvent dans la nourriture. Les  "humeurs" du corps humain et des composés chimiques d'origine végétale, animale ou inorganique, comme le soufre et le mercure, sont utilisés dans le traitement des maladies.
Le ministère de l'AYUSH (Ayurveda, Yoga, Unani, Siddha et Homéopathie) du gouvernement indien réglemente la formation des praticiens du siddha et des autres pratiques médicales alternatives reconnues en Inde Les praticiens sont appelés siddhars (vaithiyars en tamoul) passe par une formation qualifiante avec des diplômes avancés, tels que le BSMS (Bachelor in Siddha Medicine and Surgery), le MD (Medical Doctor Siddha) ou le PhD Doctor of Philosophy. Le Conseil central de la médecine indienne, un organisme statutaire créé en 1971 sous la supervision de l'AYUSH, surveille l'enseignement dans les domaines de la médecine indienne rurale, y compris la médecine Siddha. Cependant, l'Association médicale indienne considère que les diplômes de médecine Siddha sont "faux" et que les thérapies Siddha s'assimilent à du charlatanisme, ce qui représente un danger pour la santé nationale en raison de l'absence de formation en médecine scientifique,. Identifiant de faux praticiens médicaux sans qualifications, la Cour suprême de l'Inde a déclaré en 2018 que "les charlatans non qualifiés et non formés représentent un grand risque pour l'ensemble de la société et jouent avec la vie des gens sans avoir la formation et l'éducation requises dans le domaine scientifique auprès d'institutions agréées".

## Histoire
Le Siddha s'est développé dans le sud de l'Inde et est daté de l'époque de la civilisation de la vallée de l'Indus du IIIe millénaire avant notre ère ou peut être même antérieur. Selon la littérature ancienne du Siddha, on dit que le système de cette médecine provient du dieu hindou Shiva qui l'aurait enseigné à son épouse Parvati. Parvati l'aurait ensuite transmis à Nandi qui l'aurait enseigné à neuf Devtas.
La plupart des praticiens du Siddha sont formés traditionnellement, généralement au sein d'une lignée familiale ou par des gourous (enseignants). On dit que les siddhars développent des pouvoirs spirituels : les siddhis. Nandhisar est considéré comme le premier siddha et le gourou de tous les siddhars .

## Conception de la maladie et de ses causes
Lorsque l'équilibre normal des trois humeurs - Vaadham, Pittham et Kapam - est perturbé, la maladie apparait. Les facteurs supposés affecter cet équilibre sont l'environnement, les conditions climatiques, l'alimentation, l'activité physique et le stress. Dans des conditions normales, le rapport entre Vaadham, Pittham et Kapam est respectivement de 4:2:1.
Selon le système thérapeutique du Siddha, l'alimentation et le mode de vie jouent un rôle majeur dans la santé et dans la guérison des maladies. Ce concept de la médecine Siddha est appelé pathiyam et apathiyam, qui est essentiellement un système basé sur des règles avec une liste de choses à faire et à ne pas faire.

## Herboristerie
Les préparations médicinales siddhars peuvent être classés en trois groupes : thavaram (produit à base de plantes), thadhu (substances inorganiques) et jangamam (produits d'origine animale). Les préparations thadhu sont elles-mêmes subdivisibles en : uppu (substances inorganiques solubles dans l'eau qui dégagent de la vapeur lorsqu'elles sont mises au feu), pashanam (agents non dissous dans l'eau mais émettant de la vapeur lorsqu'ils sont tirés), uparasam (similaire au pashanam mais dont l'action est différente), loham (non dissous dans l'eau mais fondant lors de la cuisson), rasam (substances molles) et ghandhagam (substances insolubles dans l'eau, comme le soufre).

## Le Siddha aujourd'hui
L'État du Tamil Nadu organise un cursus de cinq ans et demi en médecine siddha (BSMS: Bachelor in Siddha Medicine and Surgery). Le gouvernement indien, qui se préoccupe également de l'enseignement du Siddha, a créé des facultés de médecine et des centres de recherche comme l'Institut national du Siddha et le Conseil central pour la recherche à Siddha.

## Régulation
La pratique rurale de la médecine Siddha et d'autres formes similaires de médecines alternatives a été interdite en Inde dès 1953 par le Travancore-Cochin Medical Practitioners' Act (en). Cette loi a ensuite été renforcée en 2018 par la Cour suprême de l'Inde qui a déclaré qu'"un certain nombre de charlatans non qualifiés et non formés représentent un grand risque pour l'ensemble de la société et en jouant avec la vie des gens." La loi exige que les praticiens médicaux soient formés dans un établissement reconnu et soient enregistrés sur une liste officielle de praticiens confirmés, qui est publiée chaque année dans la Gazette of India. Cette liste ne reconnait pas les praticiens du siddha, qui ne sont pas formés ni qualifiés comme médecins confirmés,.

## Critiques
Dès 2014, la Cour suprême de l'Inde et l'Association médicale indienne a qualifié la médecine Siddha de charlatanisme, et a refusé la reconnaissance gouvernementale des siddhars comme médecins légitimes.
L'Indian Medical Association considère les institutions indiennes qui forment à la médecine Siddha et les supposés diplômes délivrés comme "faux",. Depuis 1953, le gouvernement national indien n'a toujours pas reconnu la médecine Siddha ou tout autre système de médecine alternative comme valide, et il n'y a aucune proposition d'intégrer la médecine Siddha dans la médecine moderne pratiquée en Inde,.
Il pourrait y avoir jusqu'à un million de « médecins » charlatans, incluant des siddhars, œuvrant dans les régions rurales de l'Inde. Cependant, le gouvernement indien ne s'oppose pas activement à cette situation par souci de répondre aux besoins de santé de l'importante population rurale,,,. L'Indian Medical Association a dénoncé à cette situation en 2014. En 2018, des médecins indiens agréés ont organisé des manifestations et ont accusé le gouvernement de ne pas lutter contre le charlatanisme en autorisant les charlatans ruraux à pratiquer certains aspects de la médecine clinique sans avoir une formation médicale complète.
Il est à noter que la médecine Siddha est bien une composante du Ministère AYUSH, voir le site gouvernemental.